# Berlinerfilharmonikerna
Berlinerfilharmonikerna (Berliner Philharmonisches Orchester) är en symfoniorkester i Berlin i Tyskland och en av världens främsta. Orkestern finansieras av staden Berlin i samarbete med Deutsche Bank. Dess chefsdirigent är sedan 23 augusti 2019 den rysk-österrikiske dirigenten Kirill Petrenko.

## Historia

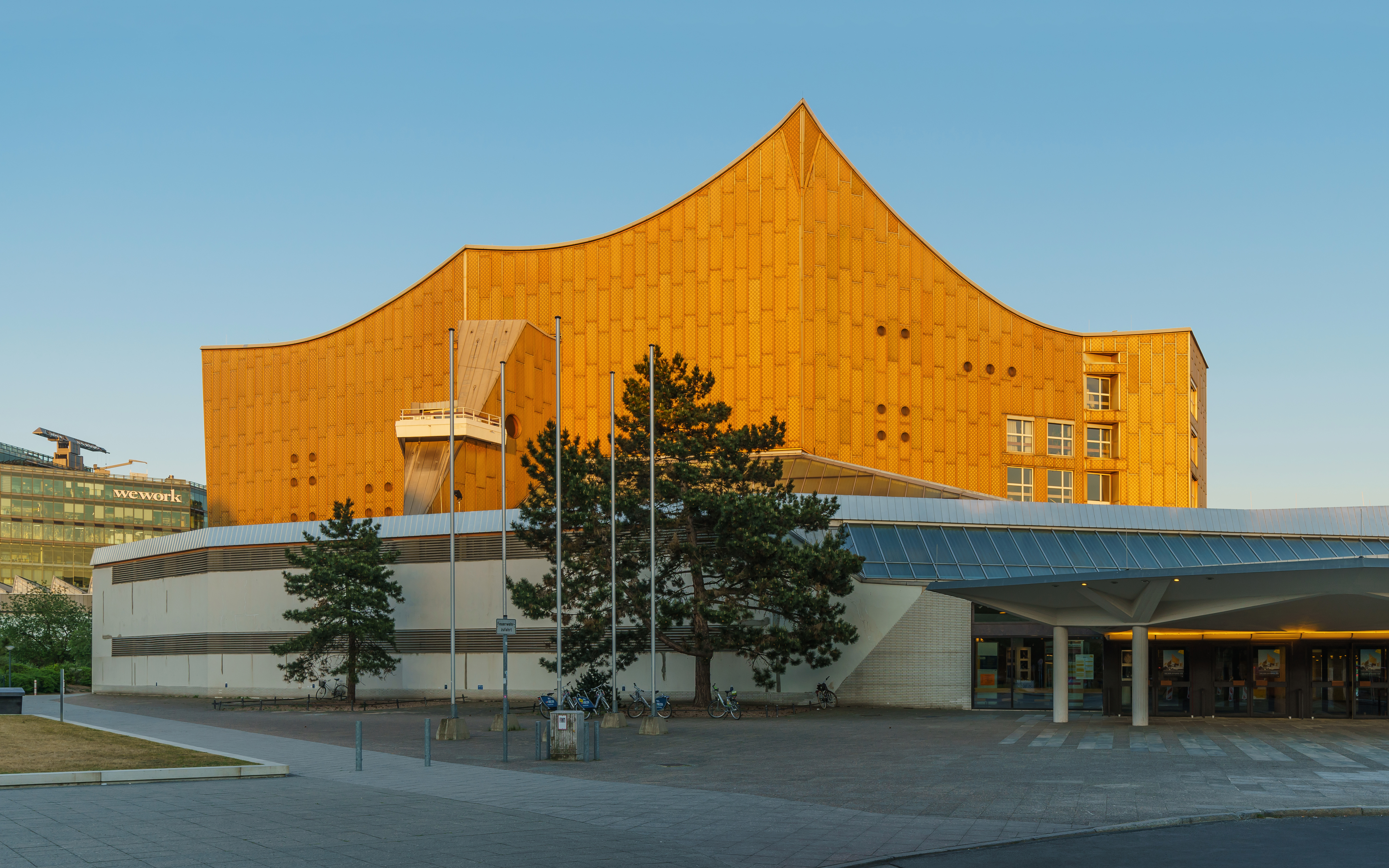
Konserthallen Berliner Philharmonie av Hans Scharoun.

Berlinerfilharmonikerna grundades av 54 musiker under namnet Frühere Bilsesche Kapelle i Berlin våren 1882. Musikerna i gruppen bröt med den tidigare dirigenten Benjamin Bilse efter att han meddelat att han tänkte ta med dem till en konsert i Warszawa i Polen på ett fjärdeklasståg. Orkestern fick sitt nuvarande namn 1887 då den också omorganiserades under Hermann Wolff. Den första dirigenten under den nya organisationen var Ludwig von Brenner. Samma år anslöt sig den ansedde dirigenten Hans von Bülow, och sedan dess fick orkestern sitt goda rykte. Under de följande åren gästade dirigenter som Hans Richter, Felix von Weingartner, Richard Strauss, Gustav Mahler, Johannes Brahms och Edvard Grieg.
Orkestern leddes under 35 år (1954–1989) av den österrikiske dirigenten Herbert von Karajan.
Sedan 1963 är Berlinerfilharmonikerna lokaliserade till Berliner Philharmonie sedan deras gamla byggnad förstörts under andra världskriget.

## Chefsdirigenter
- Ludwig von Brenner (1882–1887)
- Hans von Bülow (1887–1892)
- Arthur Nikisch (1895–1922)
- Wilhelm Furtwängler (1922–1945)

- Wilhelm Furtwängler (1952–1954)
- Herbert von Karajan (1954–1989)
- Claudio Abbado (1989–2002)
- Sir Simon Rattle (2002–2018)
- Kirill Petrenko (2019-)